# Diecezja Guarda
Diecezja Guarda (łac. Dioecesis Aegitaniensis) – diecezja Kościoła rzymskokatolickiego w Portugalii. Należy do metropolii lizbońskiej. Została erygowana w VI wieku.